# Пётр Сенекс
Пётр Сенекс (итал. Pietro Senex), (?, Рим — 7 декабря 1134, ?) — итальянский кардинал. Декан Коллегии кардиналов с 1126 по 1129.

## Биография
Консистория 1116 года провозгласила его кардиналом-епископом Порто. Был назначен папским легатом в Беневенто для ведения мирных переговоров с норманнами и смещения архиепископа Ландольфо. Участвовал в конклавах 1118 года (Геласий II), 1124 года (Гонорий II). Участвовал в выборах антипапы Анаклета II в феврале 1130.